# معاهدة أحمد باشا
معاهدة أحمد باشا (بالفارسية:  عهدنامه احمد پاشا، بالتركية: Ahmet Paşa Antlaşması) معاهدة وقعت في 10 يناير 1732 بين الدولة العثمانية والدولة الصفوية .

## الخلفية التاريخية

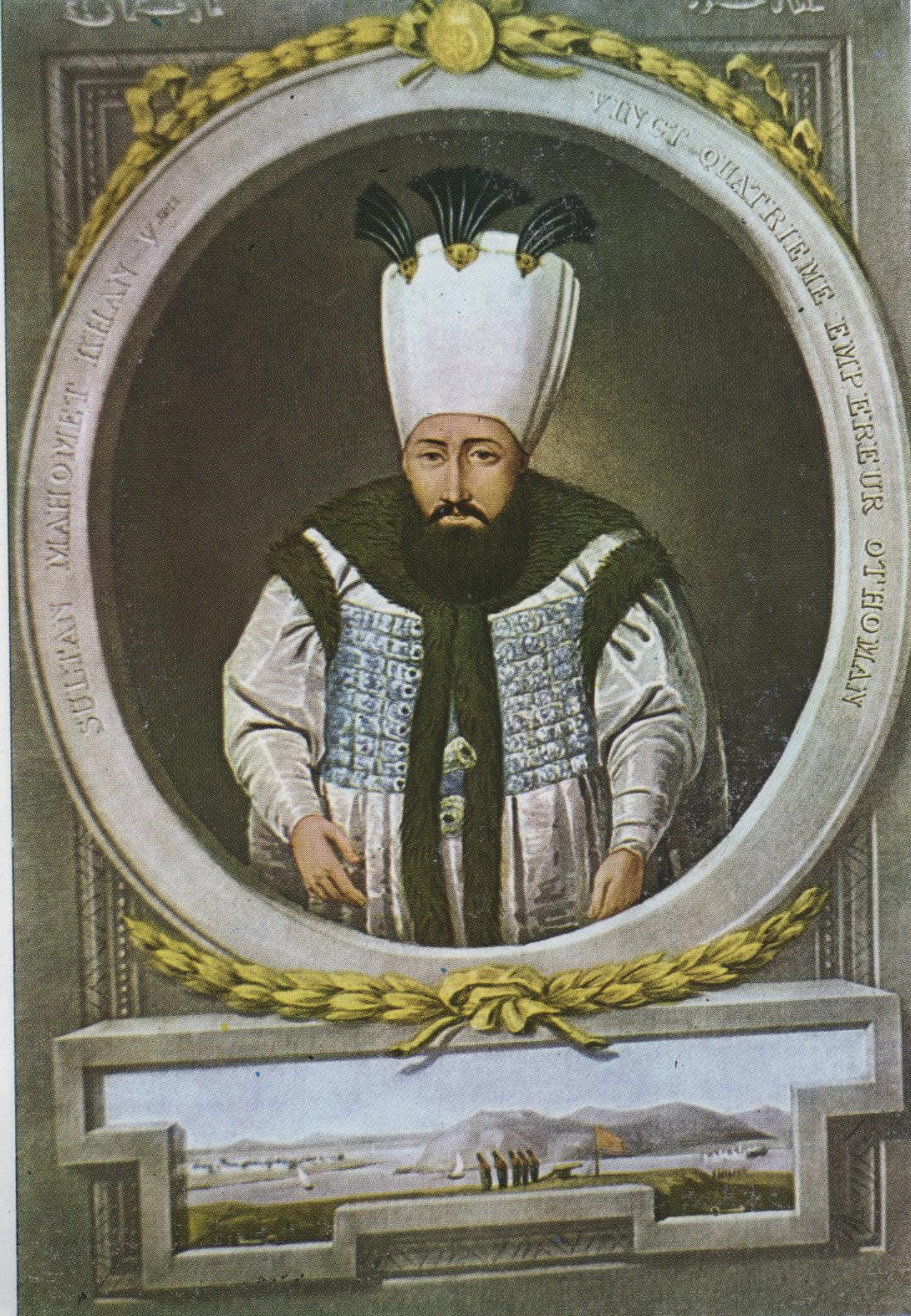
السلطان محمود الأول الأحدب

في القرن الثامن عشر، تم التوصل إلى إتفاق بين الدولة العثمانية والدولة الصفوية بموجب معاهدة سراف ومعاهدة قصر شيرين. ومع ذلك، خلال فترة حكم قصيرة للسلالة الهوتاكية من أفغانستان ، أدت الفوضى في إيران إلى اشتباكات على طول الحدود، وخصوصا في القوقاز. وفي الوقت نفسه، بدأ بطرس الأول من روسيا بأحتلال شمال القوقاز و أذربيجان. خوفا من التقدم الروسي، قرر العثمانيون فتح تفليس في جورجيا لتحقيق التوازن مع الروس. ولكن هذه العملية أدت إلى حرب عثمانية صفوية طويلة.

## الحرب
بدات الحرب عام 1723 و أنتهت عام 1730، العثمانيون كانوا قادرين على السيطرة على جنوب القوقاز من خلال فتح يريفان وغنجة بالإضافة إلى تفليس في الجبهة الشمالية.اما في الجبهة الجنوبية (أي غرب إيران)، سيطر العثمانيون على تبريز، أورمية، كرمانشاه ومدينة همدان. ولكن بعد أن بدأ طهماسب الثاني الصفوي السيطرة على إيران، تم وقف التقدم العثماني. بعد تعب الجانبان من الحرب، قررا أنهاء الحرب. وقع أحمد باشا (العثماني) ومحمد ريزا كولو (الفارسي) على المعاهدة.

## شروط معاهدة
كانت شروط المعاهدة كالتالي :
1. أبقت الدولة العثمانية على مكاسبها في القوقاز,
2. إرجاع المكاسب العثمانية في غرب إيران إلى بلاد فارس,
3. أصبح نهر أراس خط الحدود الجديد في جنوب القوقاز.

## النتيجة
أثبتت المعاهدة بأنها هدنة وليس اتفاق دائم. لأنه، لا السلطان العثماني محمود الأول وافق على فقدان تبريز ولا نادر شاه، في حينها كان قائدا عاما للجيش الفارسي، وافق على خسارة القوقاز. في عهد نادر شاه، تمكنت الدولة الأفشارية من استعادة ما خسره الصفويين.